# Jeroen Theunissen

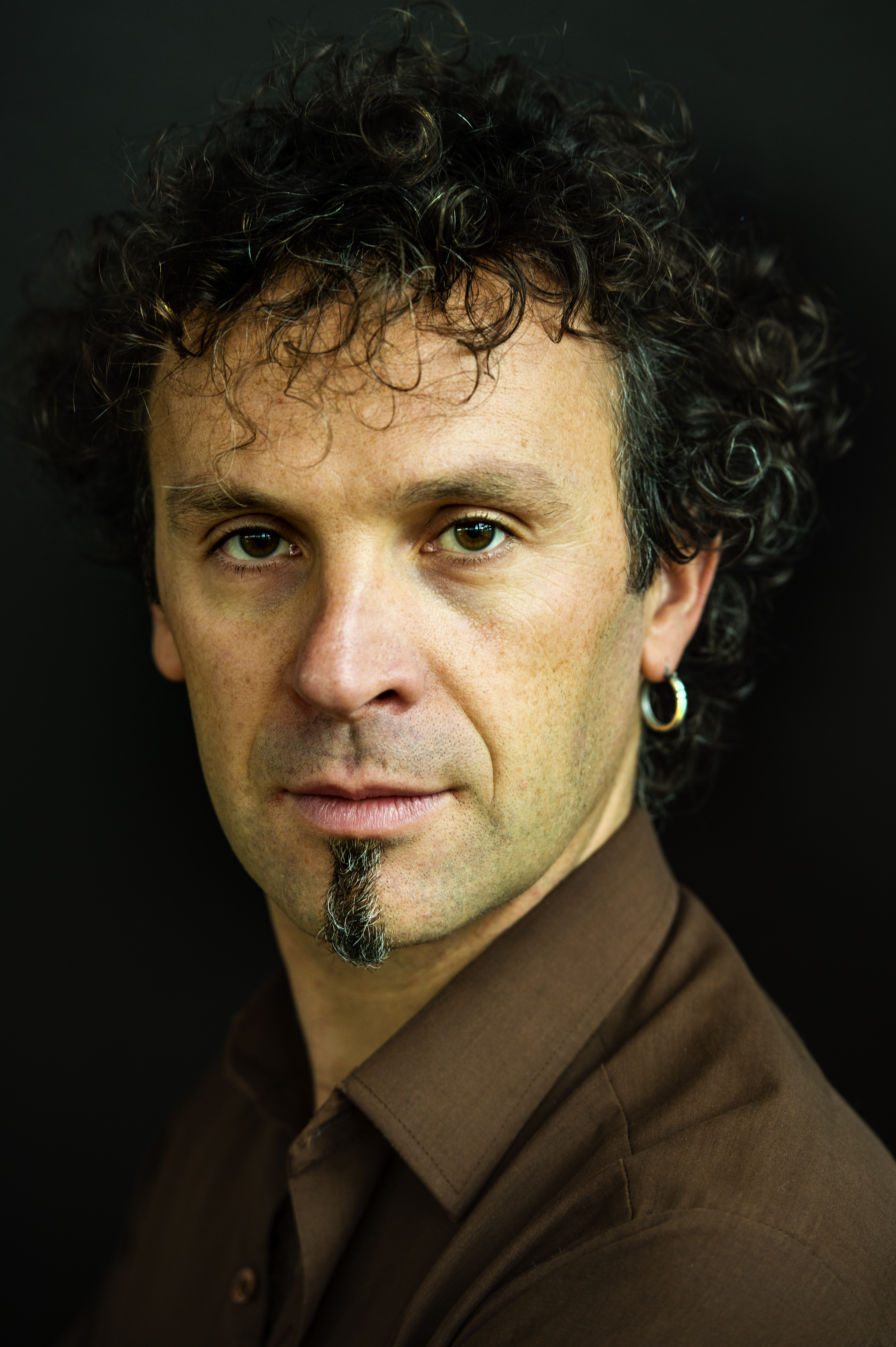
Jeroen Theunissen (sept. 2017)

Jeroen Theunissen (Gent, 1977) is een Vlaams dichter en romancier.

## Biografie
Jeroen Theunissen werd geboren in Gent. Hij studeerde Germaanse taal- en letterkunde. Naast schrijver is hij docent tekstanalyse aan de afdeling RITCS van de Erasmushogeschool.

## Werk
In 2004 verscheen zijn debuutroman De onzichtbare, volgens het tijdschrift "Knack" "een sociologisch onderzoek in romanvorm". Een jaar later debuteerde hij als dichter met zijn bundel Thuisverlangen. In 2006 verscheen Het einde, een verhalenfresco waarin Theunissen de grenzen van de fictie aftast. In 2008 verscheen Een vorm van vermoeidheid, over een man die naar Patagonië reist. In 2013 verscheen De omwegen. Dat laatste boek stond op de shortlist van de Libris Literatuurprijs. In 2015 schreef hij "Hier woon je", een dichtbundel waarin een vader probeert aan zijn zoon uit te leggen hoe de wereld in elkaar zit. In 2018 verschijnt "Jouw huid", een roman over de diversiteit in Brussel.